# Woot
Woot是一家美国网络购物零售商，其總部位於德克萨斯州卡羅爾頓的達拉斯郊區。於2004年7月12日創立，其創始人為馬特·拉特利奇。